# Banque centrale de l'Uruguay
La Banque centrale de l'Uruguay (en espagnol : Banco Central del Uruguay) est la banque centrale de l'Uruguay.